# Rdzenni i wściekli
Rdzenni i wściekli (oryg. Reservation Dogs) – amerykański serial młodzieżowy, komediodramat z 2021 roku stworzony przez Sterlina Harjo i Taikę Waititiego. W głównych rolach wystąpili: Devery Jacobs, D’Pharaoh Woon-A-Tai, Lane Factor i Paulina Alexis.
Serial opowiada o życiu czwórki nastoletnich rdzennych Indian w Oklahomie spędzających dni zarówno na popełnianiu przestępstw, jak i ich zwalczaniu. Po śmierci ich przyjaciela Daniela na rok przed wydarzeniami w serialu, gang rozważa przeprowadzkę do Kalifornii, tak jak marzył Daniel. Jednak zanim to uczynią muszą rozwiązać problemy w życiu i społeczności.
Pierwszy sezon Rdzennych i wściekłych zadebiutowali 9 sierpnia 2021 roku w serwisie Hulu pod marką „FX on Hulu”. W Polsce pojawili się 14 czerwca 2022 roku na Disney+. We wrześniu 2021 roku został zamówiony drugi sezon serialu, który miał swoją premierę 3 sierpnia 2022 roku. We wrześniu 2022 roku zamówiono trzeci i zarazem finałowy sezon, który udostępniono 2 sierpnia 2023 roku. Rdzenni i wściekli otrzymali pozytywne recenzje od krytyków. 

## Obsada

### Główne role
- Devery Jacobs jako Elora Danan Postoak, najbardziej odpowiedzialna i zaangażowana osoba w gangu. Straciła matkę, gdy była jeszcze niemowlakiem[2][3][1].
- D’Pharaoh Woon-A-Tai jako Bear Smallhill, członek gangu, który jako jedyny postrzega siebie jako lidera grupy. Dorastał pod opieką matki, z którą jest blisko i tęskni za nieobecnym w swoim życiu ojcem[2][3][1].
- Lane Factor jako Cheese, najbardziej wyluzowany członek gangu, który nie ma rodziny[2][3][1].
- Paulina Alexis jako Willie Jack, chłopczyca należąca do gangu blisko związana z rodzicami[2][3][1].

### Role drugoplanowe
- Sarah Podemski jako Rita Smallhill[2][3]
- Zahn McClarnon jako Big[2][3]
- Lil Mike jako Mose[4]
- Funny Bone jako Mekko[4]
- Elva Guerra jako Jackie[2]
- Jack Maricle jako White Steve[5]
- Jude Barnett jako Bone Thug Dog[6]
- Xavier Bigpond jako Weeze[7]
- Jon Proudstar jako Leon[8]

### Role gościnne
- Dallas Goldtooth jako William „Spirit” Knifeman[2][3]
- Garrett Hedlund jako David[3]
- Gary Farmer jako Brownie[3]
- Kimberly Guerrero jako ciocia B[3]
- Kirk Fox jako Kenny Boy[7]
- Matty Cardarople jako Ansel[7]
- Dalton Cramer jako Daniel[7]
- Keland Lee Bearpaw jako Danny Bighead[6]
- Macon Blair jako Rob[7]
- Darryl W. Handy jako Cleo[7]
- Kaniehtiio Horn jako Deer Lady[9]
- Sten Joddi jako Punkin Lusty[8]
- Rhomeyn Johnson jako Miles[7]
- Laura Spencer jako Rothrock[6]
- Bobby Lee jako Kang[6]
- Migizi Pensoneau jako Ray Ray[9]
- Jana Schmieding jako recepcjonistka kliniki[4]
- Wes Studi jako Bucky[9]
- Richard Ray Whitman jako Old Man Fixico[5]
- Bobby Wilson jako Jumbo[4]
- Casey Camp-Horinek jako starsza pani w klinice[5]

## Emisja
Pierwszy sezon serialu Rdzenni i wściekli zadebiutował 9 sierpnia 2021 roku, w Międzynarodowy Dzień Ludności Tubylczej na Świecie, w serwisie Hulu w Stanach Zjednoczonych pod marką „FX on Hulu”. Poza Stanami serial został udostępniony w serwisie Disney+ pod marką „Star”, gdzie pojawił się 1 września w Nowej Zelandii. Od 2 października dostępny jest w części krajów azjatyckich na Disney+ Hotstar, a od 24 listopada w Ameryce Łacińskiej na Star+. Premiera drugiego sezonu miała miejsce 3 sierpnia 2022 roku na Hulu, a trzeciego – 2 sierpnia 2023 roku. Serial został zakończony 28 września 2023 roku po trzech sezonach i 28 odcinkach. 
W Polsce poszczególne sezony były udostępniane w całości na Disney+, odpowiednio: 14 czerwca 2022. 4 stycznia i 29 listopada 2023 roku.
W czerwcu 2021 roku pilot serialu został zaprezentowany publiczności podczas Tribeca Film Festival.

### Przegląd sezonów
| Sezon | Sezon | Odcinki | Oryginalna emisja (Stany Zjednoczone) | Oryginalna emisja (Stany Zjednoczone) | Oryginalna emisja (Polska) | Oryginalna emisja (Polska) |
| Sezon | Sezon | Odcinki | Premiera sezonu                       | Finał sezonu                          | Premiera sezonu            | Finał sezonu               |
| ----- | ----- | ------- | ------------------------------------- | ------------------------------------- | -------------------------- | -------------------------- |
|       | 1     | 8       | 9 sierpnia 2021                       | 20 września 2021                      | 14 czerwca 2022            | 14 czerwca 2022            |
|       | 2     | 10      | 3 sierpnia 2022                       | 28 września 2022                      | 4 stycznia 2023            | 4 stycznia 2023            |
|       | 3     | 10      | 2 sierpnia 2023                       | 27 września 2023                      | 29 listopada 2023          | 29 listopada 2023          |

## Lista odcinków

### Sezon 1 (2021)
| № | Nr | Tytuł                  | Tytuł polski           | Reżyseria          | Scenariusz                   | Premiera (Hulu)  | Premiera w Polsce (Disney+) |
| - | -- | ---------------------- | ---------------------- | ------------------ | ---------------------------- | ---------------- | --------------------------- |
| 1 | 1  | F*ckin’ Rez Dogs       | Cholerne psy rezerwatu | Sterlin Harjo      | Sterlin Harjo, Taika Waititi | 9 sierpnia 2021  | 14 czerwca 2022             |
| 2 | 2  | NDN Clinic             | Indiańska przychodnia  | Sydney Freeland    | Sterlin Harjo                | 9 sierpnia 2021  | 14 czerwca 2022             |
| 3 | 3  | Uncle Brownie          | Wujek Brownie          | Blackhorse Lowe    | Sterlin Harjo                | 16 sierpnia 2021 | 14 czerwca 2022             |
| 4 | 4  | What About Your Dad    | Co z twoim tatą        | Sydney Freeland    | Bobby Wilson, Tommy Pico     | 23 sierpnia 2021 | 14 czerwca 2022             |
| 5 | 5  | Come and Get Your Love | Zdobądź swoją miłość   | Blackhorse Lowe    | Sterlin Harjo                | 30 sierpnia 2021 | 14 czerwca 2022             |
| 6 | 6  | Hunting                | Polowanie              | Sterlin Harjo      | Sterlin Harjo                | 6 września 2021  | 14 czerwca 2022             |
| 7 | 7  | California Dreamin’    | California Dreamin’    | Tazbah Rose Chavez | Tazbah Rose Chavez           | 13 września 2021 | 14 czerwca 2022             |
| 8 | 8  | Satvrday               | Sobota                 | Sterlin Harjo      | Migizi Pensoneau             | 20 września 2021 | 14 czerwca 2022             |

### Sezon 2 (2022)
| №  | Nr | Tytuł                           | Tytuł polski        | Reżyseria          | Scenariusz                                    | Premiera (Hulu)  | Premiera w Polsce (Disney+) |
| -- | -- | ------------------------------- | ------------------- | ------------------ | --------------------------------------------- | ---------------- | --------------------------- |
| 9  | 1  | The Curse                       | Klątwa              | Sterlin Harjo      | Sterlin Harjo, Dallas Goldtooth, Ryan RedCorn | 3 sierpnia 2022  | 4 stycznia 2023             |
| 10 | 2  | Run                             | Uciekaj             | Sterlin Harjo      | Sterlin Harjo, Dallas Goldtooth, Ryan RedCorn | 3 sierpnia 2022  | 4 stycznia 2023             |
| 11 | 3  | Roofing                         | Krycie dachów       | Erica Tremblay     | Sterlin Harjo, Chad Charlie                   | 10 sierpnia 2022 | 4 stycznia 2023             |
| 12 | 4  | Mabel                           | Mabel               | Danis Goulet       | Sterlin Harjo, Devery Jacobs                  | 17 sierpnia 2022 | 4 stycznia 2023             |
| 13 | 5  | Wide Net                        | Szeroka sieć        | Tazbah Rose Chavez | Tazbah Rose Chavez                            | 24 sierpnia 2022 | 4 stycznia 2023             |
| 14 | 6  | Decolonativization              | Dekolonizacja       | Tazbah Rose Chavez | Erica Tremblay                                | 31 sierpnia 2022 | 4 stycznia 2023             |
| 15 | 7  | Stay Gold Cheesy Boy            | Trzymaj się, Cheese | Blackhorse Lowe    | Bobby Wilson                                  | 7 września 2022  | 4 stycznia 2023             |
| 16 | 8  | This is Where the Plot Thickens | Akcja się zagęszcza | Blackhorse Lowe    | Blackhorse Lowe, Sterlin Harjo                | 14 września 2022 | 4 stycznia 2023             |
| 17 | 9  | Offerings                       | Dary                | Sterlin Harjo      | Migizi Pensoneau                              | 21 września 2022 | 4 stycznia 2023             |
| 18 | 10 | I Still Believe                 | Wciąż wierzę        | Sterlin Harjo      | Tommy Pico                                    | 28 września 2022 | 4 stycznia 2023             |

### Sezon 3 (2023)
| №  | Nr | Tytuł                | Tytuł polski            | Reżyseria       | Scenariusz                      | Premiera (Hulu)  | Premiera w Polsce (Disney+) |
| -- | -- | -------------------- | ----------------------- | --------------- | ------------------------------- | ---------------- | --------------------------- |
| 19 | 1  | BUSSIN               | Naprawdę niezłe         | Danis Goulet    | Sterlin Harjo, Dallas Goldtooth | 2 sierpnia 2023  | 29 listopada 2023           |
| 20 | 2  | Maximus              | Maximus                 | Tazbah Chavez   | Tazbah Chavez                   | 2 sierpnia 2023  | 29 listopada 2023           |
| 21 | 3  | Deer Lady            | Deer Lady               | Danis Goulet    | Sterlin Harjo                   | 9 sierpnia 2023  | 29 listopada 2023           |
| 22 | 4  | Friday               | Piątki w IHS            | Tazbah Chavez   | Erica Tremblay                  | 16 sierpnia 2023 | 29 listopada 2023           |
| 23 | 5  | House Made of Bongs  | Dom z bongo             | Blackhorse Lowe | Tommy Pico, Sterlin Harjo       | 23 sierpnia 2023 | 29 listopada 2023           |
| 24 | 6  | Frankfurter Sandwich | Kanapka z frankfurterką | Blackhorse Lowe | Bobby Wilson, Sterlin Harjo     | 30 sierpnia 2023 | 29 listopada 2023           |
| 25 | 7  | Wahoo!               | Wahoo!                  | Devery Jacobs   | Migizi Pensoneau                | 6 września 2023  | 29 listopada 2023           |
| 26 | 8  | Send It              | Wyślij to               | Erica Tremblay  | Sterlin Harjo, Ryan RedCorn     | 13 września 2023 | 29 listopada 2023           |
| 27 | 9  | Elora’s Dad          | Tata Elory              | Sterlin Harjo   | Devery Jacobs                   | 20 września 2023 | 29 listopada 2023           |
| 28 | 10 | Dig                  | Kumaj                   | Sterlin Harjo   | Chad Charlie, Sterlin Harjo     | 27 września 2023 | 29 listopada 2023           |

## Produkcja
W listopadzie 2019 roku ujawniono, że Taika Waititi pracuje nad serialem Reservation Dogs dla FX wspólnie z rdzennym amerykańskim filmowcem, Sterlinem Harjo. Waititi i Harjo zajęli się scenariuszem i zostali producentami wykonawczymi razem z Garrettem Baschem. Po nakręceniu pilota w Okmulgee w stanie Oklahoma, w grudniu 2020 roku FX zamówiło pełny sezon serialu. Poinformowano wtedy również, że główne role zagrają: D’Pharaoh Woon-A-Tai jako Bear, Devery Jacobs jako Elora Danan, Paulina Alexis jako Willie Jack i Lane Factor jako Cheese. W marcu 2021 roku ujawniono, że serial zostanie udostępniony na Hulu pod marką „FX on Hulu”. Zdjęcia do pierwszego sezonu zakończono w lipcu. Poza Okmulgee zrealizowano je w Tulsie, Sand Springs, Beggs, Inoli i Terlton. 
Wiele wątków poruszonych w serialu jest inspirowanych wydarzeniami z dzieciństwa Harjo. W procesie pracy nad serialem postanowiono, by obsada i większość osób pracujących nad serialem była ze społeczności rdzennych Amerykanów. W pracę nad serialem zaangażowana jest grupa komediowa 1491s, w której skład wchodzą sami rdzenni Amerykanie zajmujący się scenopisarstwem, reżyserią i aktorstwem.
We wrześniu 2021 roku FX zamówiło drugi sezon serialu, a we wrześniu 2022 roku – trzeci. Pod koniec czerwca 2023 roku Harjo poinformował, że serial zostanie zakończony na trzecim sezonie.

## Muzyka
Muzykę do serialu skomponował Mato Wayuhi. Album Reservation Dogs: Original Soundtrack został wydany 15 października 2021 roku przez Hollywood Records.
| Reservation Dogs: Original Soundtrack – 2021 | Reservation Dogs: Original Soundtrack – 2021 | Reservation Dogs: Original Soundtrack – 2021 | Reservation Dogs: Original Soundtrack – 2021 |
| Nr                                           | Tytuł utworu                                 | Autor                                        | Długość                                      |
| -------------------------------------------- | -------------------------------------------- | -------------------------------------------- | -------------------------------------------- |
| 1.                                           | „Rez Dogs Theme”                             | M. Wayuhi                                    | 1:19                                         |
| 2.                                           | „Flaming Flamers”                            | M. Wayuhi                                    | 1:30                                         |
| 3.                                           | „Bear Regrets”                               | M. Wayuhi                                    | 1:10                                         |
| 4.                                           | „Indian Mafia”                               | M. Wayuhi                                    | 1:39                                         |
| 5.                                           | „Lowkey Lo-fi”                               | M. Wayuhi                                    | 0:45                                         |
| 6.                                           | „Woke Up Rich”                               | M. Wayuhi                                    | 0:43                                         |
| 7.                                           | „Native Fantasy Flute naaaye”                | M. Wayuhi                                    | 0:34                                         |
| 8.                                           | „Deer Lady”                                  | M. Wayuhi                                    | 1:52                                         |
| 9.                                           | „Tribal Cop Chase”                           | M. Wayuhi                                    | 0:56                                         |
| 10.                                          | „Sunny California”                           | M. Wayuhi                                    | 0:43                                         |
| 11.                                          | „Good Seeing You”                            | M. Wayuhi                                    | 0:45                                         |
| 12.                                          | „I Really Miss You Man”                      | M. Wayuhi                                    | 0:58                                         |
| 13.                                          | „No Trespassing”                             | M. Wayuhi                                    | 1:52                                         |
| 14.                                          | „War Paint”                                  | M. Wayuhi                                    | 0:42                                         |
| 15.                                          | „Tornado’s Coming”                           | M. Wayuhi                                    | 1:06                                         |
| 16.                                          | „Sup White Jesus”                            | M. Wayuhi                                    | 0:33                                         |
| 17.                                          | „Bebo”                                       | M. Wayuhi                                    | 1:20                                         |
|                                              |                                              |                                              | 18:27                                        |

## Odbiór

### Krytyka w mediach
Serial spotkał się z pozytywną reakcją krytyków. W serwisie Rotten Tomatoes 98% z 63 recenzji sezonu pierwszego uznano za pozytywne, a średnia ocen wystawionych na ich podstawie wyniosła 8,2/10. W przypadku drugiego sezonu 100% z 37 recenzji uznano za pozytywne ze średnią ocen 9,1/10. Natomiast przy trzecim sezonie 100% z 36 recenzji uznano za pozytywne ze średnią ocen 9,5/10. 
Na portalu Metacritic średnia ważona ocen z 23 recenzji pierwszego sezonu wyniosła 84 punkty na 100. Natomiast w przypadku drugiego sezonu średnia z 16 recenzji wyniosła 93 punkty, a trzeciego sezonu – przy 15 recenzjach wyniosła 94 punkty.

### Nagrody i nominacje
| Rok  | Ceremonia                                 | Kategoria                                                                                  | Nominowani | Rezultat  | Przypis |
| ---- | ----------------------------------------- | ------------------------------------------------------------------------------------------ | --- | --------- | ------- |
| 2021 | Gotham Awards                             | Najlepszy przełomowy serial – krótka forma                                                 | Rdzenni i wściekli | Wygrana   | [ 63 ]  |
| 2021 | Gotham Awards                             | Najlepszy występ w nowym serialu                                                           | Devery Jacobs | Nominacja | [ 63 ]  |
| 2022 | Golden Globe Awards                       | Najlepszy serial komediowy lub musical                                                     | Rdzenni i wściekli | Nominacja | [ 64 ]  |
| 2022 | Independent Spirit Awards                 | Najlepsza obsada w nowym serialu fabularnym                                                | Rdzenni i wściekli | Wygrana   | [ 65 ]  |
| 2022 | Independent Spirit Awards                 | Najlepszy nowy serial fabularny                                                            | Rdzenni i wściekli | Wygrana   | [ 65 ]  |
| 2022 | Critics’ Choice Television Awards         | Najlepszy serial komediowy                                                                 | Rdzenni i wściekli | Nominacja | [ 66 ]  |
| 2022 | Nagroda Amerykańskiej Gildii Scenarzystów | Najlepszy scenariusz nowego serialu                                                        | Bobby Wilson, Migizi Pensoneau, Sterlin Harjo, Taika Waititi, Tazbah Chavez, Tommy Pico, Sydney Freeland                           | Nominacja | [ 67 ]  |
| 2022 | Nagroda Amerykańskiej Gildii Scenarzystów | Najlepszy scenariusz odcinka serialu komediowego                                           | Sterlin Harjo, Taika Waititi – za odcinek „Cholerne psy rezerwatu”                                                                 | Nominacja | [ 67 ]  |
| 2023 | Critics’ Choice Television Awards         | Najlepszy serial komediowy                                                                 | Rdzenni i wściekli | Nominacja | [ 68 ]  |
| 2023 | Critics’ Choice Television Awards         | Najlepsza aktorka w serialu komediowym                                                     | Devery Jacobs | Nominacja | [ 68 ]  |
| 2023 | Critics’ Choice Television Awards         | Najlepszy aktor w serialu komediowym                                                       | D’Pharaoh Woon-A-Tai | Nominacja | [ 68 ]  |
| 2023 | Critics’ Choice Television Awards         | Najlepsza aktorka drugoplanowa w serialu komediowym                                        | Paulina Alexis | Nominacja | [ 68 ]  |
| 2023 | Nagroda Amerykańskiej Gildii Scenarzystów | Najlepszy scenariusz odcinka serialu komediowego                                           | Tazbah Chavez – za odcinek „Szeroka sieć”                                                                                          | Nominacja | [ 69 ]  |
| 2024 | Critics’ Choice Television Awards         | Najlepszy serial komediowy                                                                 | Rdzenni i wściekli | Nominacja | [ 70 ]  |
| 2024 | Critics’ Choice Television Awards         | Najlepsza aktorka w serialu komediowym                                                     | Devery Jacobs | Nominacja | [ 70 ]  |
| 2024 | Critics’ Choice Television Awards         | Najlepszy aktor w serialu komediowym                                                       | D’Pharaoh Woon-A-Tai | Nominacja | [ 70 ]  |
| 2024 | Critics’ Choice Television Awards         | Najlepsza aktorka drugoplanowa w serialu komediowym                                        | Paulina Alexis | Nominacja | [ 70 ]  |
| 2024 | Primetime Creative Arts Emmy Awards       | Najlepszy montaż dźwięku w serialu komediowym lub dramatycznym (półgodzinnym) lub animacji | Amber Funk, Daniel Salas, David Beadle, Lena Krigan, Michael Sana, Patrick Hogan, Sonya Lindsay – za odcinek „Akcja się zagęszcza” | Nominacja | [ 71 ]  |